# سان ميشال (مترو باريس)
سان ميشال (بالفرنسية: Saint-Michel)‏ هي محطة مترو تابعة لمترو باريس تقع في فرنسا في الدائرة الخامسة في باريس.[بحاجة لمصدر]